# 反省實踐
反省實踐（英語：reflective practice）又譯做反思實踐，是在學習的過程中能夠對行動進行反思的能力。 有人定義反省實踐是「透過仔細與自我反省的方式檢視平日實踐，來對日常生活中實務上遭遇的價值觀與理論給予批判性的注意。這樣的練習能夠培養洞見」。培養反省實踐能力的重於原因，在於單獨只有經驗無法使學習發生；在得到經驗的同時也有進行反省是十分必要的。
反省實踐能夠成為實踐本位專業學習裡十分重要的工具之一，人們能夠在執業經驗中學習，而不只從正式學習或知識轉移裏頭獲得。 反省實踐可能是在個人的專業發展以及修正中最重要的源頭。同時，它也是可以將理論與實踐結合起來的一種很重要的方法；透過反省，人可以發現並標記出在他工作成果的脈絡之中的各類想法或理論。一個在實踐中不斷反思的人不只是回顧過去的行動與事件，同時也要有意識去照看情緒、行動、與反應，使用這些資訊來添增到他既有知識庫中以達成更高層次的理解。